# 昭和51年6月豪雨
昭和51年6月豪雨（しょうわ51ねん6がつごうう）は、1976年6月に梅雨前線の影響で発生した豪雨災害のことである。この豪雨災害は西日本（九州〜中部）に甚大な被害をもたらし、特に鹿児島県に大きな被害をもたらした。

## 概要
1976年6月21日から26日にかけて、梅雨前線の影響で九州など西日本を中心に大雨となり、全国で43人の死者・行方不明者が出た。
鹿児島県では特に被害が大きく、県内で32人が死亡した（うち鹿児島市で14人）が、そのほとんどが土砂災害（がけ崩れや土石流など）によるものであった。特に鹿児島市宇宿町では高さ100メートル、幅約70メートルにわたってがけ崩れが発生し、がけ崩れに2世帯9名が巻き込まれ死亡している。
この地域に特徴的な「シラス」と呼ばれる地層が、被害を拡大させた原因のひとつであったと考えられている（いわゆる「シラス災害」であった）。

## 被害
| 昭和51年6月豪雨による全国の被害 | 昭和51年6月豪雨による全国の被害 |
| ------------------------------- | ------------------------------- |
| 死者・行方不明者                | 43人                            |
| 負傷者                          | 30人                            |
| 住家の損壊                      | 164棟                           |
| 住家の浸水                      | 3,474棟                         |
| 耕地被害                        | 4,564ha                         |
| 農林水産業被害                  | 151億円                         |